# Swainocythere chejudoensis
Swainocythere chejudoensis är en kräftdjursart som beskrevs av Kunihiro Ishizaki 1981. Swainocythere chejudoensis ingår i släktet Swainocythere och familjen Cytheruridae. Inga underarter finns listade i Catalogue of Life.